# Liste der Einträge im National Register of Historic Places im Kendall County (Illinois)

Lage des Kendall County in Illinois

Die Liste der Einträge im National Register of Historic Places im Kendall County in Illinois führt alle Bauwerke und historischen Stätten im Kendall County auf, die in das National Register of Historic Places aufgenommen wurden.

## Legende
| NRHP | Historic Place             |
| NHL  | National Historic Landmark |

## Aktuelle Einträge
| [ 2 ] | Name                                                    | Bild                                                    | Eintragsdatum        | Lage | Ort       | Beschreibung |
| ----- | ------------------------------------------------------- | ------------------------------------------------------- | -------------------- | --- | --------- | ------------ |
| 1     | Chicago, Burlington & Quincy Railroad Depot             | Chicago, Burlington & Quincy Railroad Depot             | 1993 ID-Nr. 93001238 | 101 West Main Street 41° 39′ 44″ N, 88° 32′ 17″ W                                                            | Plano     |              |
| 2     | Evelyn Site                                             |                                                         | 1978 ID-Nr. 78001159 | Zwischen der Newark Road und der Lisbon Center Road, östlich der Big Grove Road 41° 31′ 49″ N, 88° 30′ 26″ W | Newark    |              |
| 3     | Farnsworth House                                        | Farnsworth House                                        | 2004 ID-Nr. 04000867 | 14520 River Road 41° 38′ 15″ N, 88° 32′ 7″ W                                                                 | Plano     |              |
| 4     | Kendall County Courthouse                               | Kendall County Courthouse                               | 1998 ID-Nr. 98001354 | 109 West Ridge Street 41° 38′ 25″ N, 88° 26′ 53″ W                                                           | Yorkville |              |
| 5     | Plano Hotel                                             | Plano Hotel                                             | 1993 ID-Nr. 93001239 | 120 West Main Street 41° 39′ 44″ N, 88° 32′ 21″ W                                                            | Plano     |              |
| 6     | Reorganized Church of Jesus Christ of Latter Day Saints | Reorganized Church of Jesus Christ of Latter Day Saints | 1990 ID-Nr. 90001724 | 304 South Center Avenue 41° 39′ 33″ N, 88° 32′ 9″ W                                                          | Plano     |              |
| 7     | Albert H. Sears House                                   | Albert H. Sears House                                   | 1987 ID-Nr. 86003720 | 603 East North Street 41° 39′ 55″ N, 88° 31′ 49″ W                                                           | Plano     |              |
| 8     | Lewis Steward House                                     | Lewis Steward House                                     | 2003 ID-Nr. 03001200 | 611 East Main Street 41° 39′ 54″ N, 88° 31′ 47″ W                                                            | Plano     |              |
| 9     | Yorkville School                                        | Yorkville School                                        | 1995 ID-Nr. 94001600 | 201 West Center Street 41° 38′ 52″ N, 88° 26′ 53″ W                                                          | Yorkville |              |